# Паисий Танасиевич
Паисий Танасиевич (на сръбски: Паисий Танасиевич) е сръбски православен архимандрит, игумен на Хилендарския от 1990. година до 1992. година.

## Биография
Роден е на 7 юли 1957 година в Сребреница, Социалистическа република Босна и Херцеговина, със светското име Петър Танасиевич.
През 1979 година Петър приема монашество под името Паисий във Високи Дечани манастир. На 3 август 1980 година го ръкополага в йеродяконски, йеромонахах чин.
От 1990. година до 1992. година йеромонах Паисий е игумен на Хилендарския манастир. Был избран игуменом Манастира Прохор Пчински от 1992. година до 2003. година.
Умира на 20 юли 2003. година в Манастир Прохор Пчински. Похорон 21 юли в Манастир Прохор Пчински.